# Насх і мансух
Насх (араб. نسخ, «видалення аятів») та мансух (араб. مَنْسُوخ «скасоване положення») — заміна, анулювання й редакція аятів Корану в ісламі.

## Історія
Згідно з мусульманськими переказами, коранічні аяти і приписи пророка Мухаммада анулювалися за життя Посланника Аллаха з волі всевишнього Господа і не можуть бути змінені після смерті пророка Мухаммада, тому що в одному з останніх одкровень (5:3) сказано, наче всевишній Аллах, удосконалив і завершив ісламську релігію. Однак, іноді мусульманські богослови практикують анулювання аятів у тому випадку, якщо вони суперечать один одному. У такому випадку перемагає хронологічно більш пізній аят.
Прикладом скасування коранічних аятів є наступний хадис: «Аїша повідомила, що серед посланого в Корані були слова „Десятиразове годування груддю є забороненим“, однак потім це повеління було замінено на „п'ять годувань грудьми“. Цей аят залишався в Корані до смерті пророка» (Муслім, Рада 24, /1452/; Абу Дауд, Ніках 11, /2062/; Тирмізі, Рада 3, /1150/; Насаи, Ніках 51, /6, 100/).
| " | Коли Ми змінюємо один аят на інший — Аллах краще знає, що відсилати — вони говорять: «Воістину, ти — брехун!» Але ж більшість із них не знає. Ан-Нахль 16:101 (Якубович) | " |